# ディズニーランド鉄道
ディズニーランド鉄道（ディズニーランドてつどう、Disneyland Railroad）は、ディズニーランド（ディズニーランド・リゾート）とディズニーランド・パーク（ディズニーランド・パリ）にあるアトラクションの名称。

## 概要
ディズニーランド鉄道(Disneyland Railroad)は、蒸気機関車のアトラクション。19世紀の蒸気機関車を8分の5程度にスケールダウンしたもの。パーク外延部に沿って1周するように走っている。パーク内には複数の駅があり、乗り降りは自由である。パーク内の移動手段として使用することができる。

## ディズニーランド
| ディズニーランド鉄道 Disneyland Railroad | ディズニーランド鉄道 Disneyland Railroad | ディズニーランド鉄道 Disneyland Railroad          | ディズニーランド鉄道 Disneyland Railroad          |
| ---------------------------------------- | ---------------------------------------- | ------------------------------------------------- | ------------------------------------------------- |
| オープン日                               | オープン日                               | 1955年7月17日（ディズニーランドと同時にオープン） | 1955年7月17日（ディズニーランドと同時にオープン） |
| スポンサー                               | スポンサー                               | なし                                              | なし                                              |
| 所要時間                                 | 所要時間                                 | 乗車駅・下車駅によって異なる。                    | 乗車駅・下車駅によって異なる。                    |
| 利用制限                                 |                                          | なし                                              | なし                                              |
| ファストパス                             | ファストパス                             |                                                   | 対象外                                            |
| シングルライダー                         | シングルライダー                         |                                                   | 対象外                                            |

ディズニーランド鉄道(Disneyland Railroad)は、蒸気機関車のアトラクション。パークの外延部に沿って1周するように走っている。パーク内には、メインストリートUSA・ステーション(駅)、ニューオーリンズスクエア・ステーション(駅)、トゥーンタウン・ステーション（駅）、トゥモローランド・ステーション（駅）の4つの駅が設置され、パーク内の移動手段として利用することができる。4つの駅では乗り降り自由。

## ディズニーランド・パリ
| ディズニーランド鉄道 Disneyland Railroad | ディズニーランド鉄道 Disneyland Railroad | ディズニーランド鉄道 Disneyland Railroad                          | ディズニーランド鉄道 Disneyland Railroad                          |
| ---------------------------------------- | ---------------------------------------- | ----------------------------------------------------------------- | ----------------------------------------------------------------- |
| オープン日                               | オープン日                               | 1992年4月12日（ユーロ・ディズニーランド（当時）と同時にオープン） | 1992年4月12日（ユーロ・ディズニーランド（当時）と同時にオープン） |
| スポンサー                               | スポンサー                               | なし                                                              | なし                                                              |
| 所要時間                                 | 所要時間                                 | 乗車駅・下車駅によって異なる。                                    | 乗車駅・下車駅によって異なる。                                    |
| 利用制限                                 |                                          | なし                                                              | なし                                                              |
| ファストパス                             | ファストパス                             |                                                                   | 対象外                                                            |
| シングルライダー                         | シングルライダー                         |                                                                   | 対象外                                                            |

ディズニーランド鉄道(Disneyland Railroad)は、蒸気機関車のアトラクション。パークの外延部に沿って1周するように走っている。パーク内には、メインストリートUSA・ステーション(駅)、フロンティアランド・ステーション(駅)、ファンタジーランド・ステーション（駅）、ディスカバリーランド・ステーション（駅）の4つの駅が設置され、パーク内の移動手段として利用することができる。4つの駅では乗り降り自由。

## トリビア
- 各パークによって、座席の向きが異なっている。
  - ディズニーランド - 進行方向右側（パーク内側）を向いたロングシート
  - ディズニーランド・パリ - 対面式のクロスシート（ボックスシート）
- ディズニーランドでは、ニューオーリンズ・スクエア駅からトゥーンタウン駅間で、スプラッシュ・マウンテンの内部（ジッパ・ディー・レディー号が登場する場面）を通過する箇所がある。
- ディズニーランドにおいて、最後尾に連結されている車両は関係者のみ乗車できる特別な車両となっている。元々は鉄道好きのウォルトがプライベートで所有していたもので、妻のリリアンに因んで「リリー・ベル号」と名付けられている。車内にはウォルトとリリアンの写真が飾られている。